# Ange François

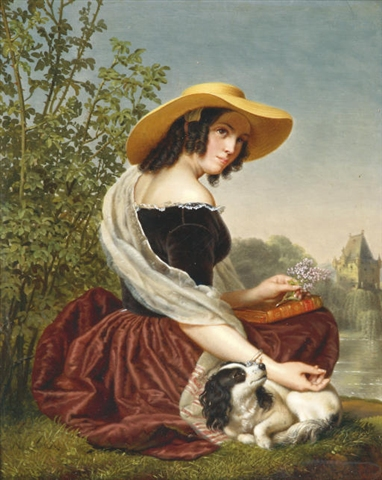
Erinnerungen

Ange François (* 2. Januar 1800 in Brüssel; † 27. August 1872 in Ixelles) war ein belgischer Historien-, Genre- und Tiermaler.
Ange François, als Sohn des Historienmalers Pierre Joseph Célestin François (1759–1851) geboren, arbeitete anfangs im Atelier seines Vaters. Er studierte an der Académie royale des Beaux-Arts de Bruxelles.
Nach dem Studium war er in Brüssel als freischaffender Historien-, Genre- und Tiermaler tätig.
Viele seiner Werke gelten als verschollen, es sind nur lithografische Kopien vorhanden.
In den späteren Jahren entwickelte sich sein Stil allmählich zu einem Intimismus, der in der Detailtreue von der niederländischen Malerei des 17. Jahrhunderts inspiriert war.